# Omar Ruiz Hernández
Omar Moisés Ruiz Hernández (sinh ngày 16.11.1947) là nhà báo và nhà bất đồng chính kiến người Cuba. Ông làm việc cho Hãng thông tấn độc lập Grupo de Trabajo Decoro và làm phó đại diện của "Đảng Dân chủ đoàn kết" (Partido Solidaridad Democrática), một đảng hoạt động bí mật ở tỉnh Villa Clara.
Ông đã bị chính quyền Cuba bắt trong vụ mùa Xuân đen năm 2003 và bị kết án 18 năm tù. Ông được cho là đã bị ngược đãi, như biệt giam trong xà lim để trừng phạt và bị quấy rối Năm 2007 Hiệp hội Báo chí liên Mỹ tường thuật là ông đã bị bệnh lao và nhiễm trùng mạn tính. Ông chỉ còn cân nặng 45 kg
Tổ chức Ân xá Quốc tế đã công nhận ông là tù nhân lương tâm 
Ông là hội viên danh dự của Trung tâm Văn bút Thụy Điển